# El Molino
El Molino è un comune della Colombia del dipartimento di La Guajira.
Il centro abitato venne fondato da Pedro Beltrán Valdéz nel 1595, mentre l'istituzione del comune è del 1989.